# Bo (Sierra Leone)
Bo è la seconda città della Sierra Leone dopo la capitale Freetown ed è il capoluogo amministrativo della Provincia del Sud e del Distretto di Bo.
Dal 1930 al 1961 (anno dell'indipendenza della Sierra Leone) Bo fu la capitale del Protettorato della Sierra Leone. Bo è dotata di aeroporto che la collega con la capitale e con le altre città della regione. Collocata all'interno del paese, si trovava lungo il percorso della Sierra Leone Government Railway, importante ferrovia a scartamento ridotto in funzione dal 1897 al 1974.

## Amministrazione
Bo è gemellata con:
- Inglewood[1]